# Danvikslösen
Danvikslösen var ett planerat stadsutvecklingsprojekt i Danvikstull och området västra Sicklaön, det vill säga där Nacka kommun och Stockholms kommun gränsar till varandra, nära Södermalm och Hammarby sjöstad. Sedan 2007 är projektet stoppat och framtiden för de ingående delarna är högst osäker.

## Mål med projektet

### Förbättrade trafiklösningar
- Låta Värmdövägen gå i en tunnel rakt igenom Henriksdalsberget
- Bygga om Henriksdals trafikplats till en planskild korsning
- Öka standarden på cykelvägarna mellan Nacka och Stockholms innerstad

### Plats för nya bostäder och service
- Mark frigörs för bostäder med Värmdövägen genom Henriksdalsberget
- Plats för cirka 2 900 bostäder
- Nya Danvikstulls centrum blir ny plats för service
- Vid Svindersvikens inre del skapas Nacka Port, ev. med färja till Lidingö

### Bättre kollektivtrafik
- Förbättra kollektivtrafiken genom tätare turer och kortare restider
- Dubbelspår för Saltsjöbanan mellan Slussen och Saltsjö-Järla och byggande av två nya stationer
- Ny högbro för Saltsjöbanan över Danvikskanalen
- Länka samman Saltsjöbanan och Tvärbanan vid Lugnet
- Bygga om Saltsjöbanan till spårväg
- Förlänga Tvärbanans linje till Slussen

## Kritik och alternativt förslag
Förslaget kritiserades och alternativa förslag fördes fram i samband med remiss av detaljplanen i september 2007